# 塞爾薩斯峰
塞爾薩斯峰（英語：Celsus Peak）是南極洲的山峰，位於帕默群島的布拉班特島南部，處於杜塞爾角以西4公里，由比利時探險隊繪入地圖，現時由南極條約體系管理。